# تیکه‌یوو
تیکه‌یوو (انگلیسی: Tikeyevo) یک شهرک در شهرستان ایگلینسکی استان باشقیرستان کشور روسیه است.